# 亀長友義
亀長 友義（かめなが ともよし、1920年9月26日 - 2011年1月17日）は、日本の農林官僚、政治家。参議院議員（2期）、全国農業共済協会長。

## 略歴
徳島県三好市池田町生まれ。徳島県立池田中学校卒業。第六高等学校在学中は江尻宏一郎（元三井物産社長）と柔道部に所属した。
東京帝国大学法学部卒業後、1943年 農林省入省（馬政局嘱託）。食糧庁総務部企画課長、水産庁生産部長、林野庁林政部長、農林経済局長、大臣官房長、食糧庁長官を経て、1972年 農林事務次官に就任。退官後は大日本水産会長に就任。
1977年の第11回参議院議員通常選挙徳島県選挙区で自由民主党から出馬し、初当選。2期務める。
1989年の第15回参議院議員通常選挙で連合の乾晴美にやぶれ落選。
1990年、勲二等旭日重光章を受章。2006年、大日本水産会水産功績者表彰を受ける。
2011年、老衰のため死去。町田勝弘農林水産事務次官が、弔辞を読んだ。

## 人物
- 1998年の参院選徳島選挙区でも3期目を目指した自民党の松浦孝治が野党の高橋紀世子（父は三木武夫）に敗れている。
- 告別式は東京都中野区の宝仙寺で執り行われた[2]。俵徹太郎三好市長も参列した[2]。